# Bistum Lipari-Patti

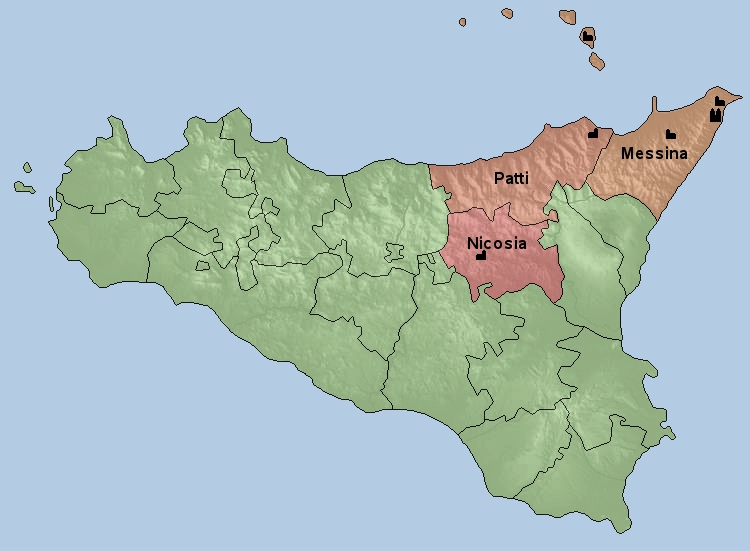
Kirchenprovinz Messina-Lipari-Santa Lucia del Mela mit dem Bistum Patti und den Liparischen Inseln

Das Bistum Lipari-Patti ist ein ehemaliges Bistum der Römisch-Katholischen Kirche in Sizilien.

## Geschichte
Nach der arabischen Vorherrschaft errichtete Roger I. 1084 auf Lipari die Benediktinerabtei San Bartolomeo und 1094 in Patti das Benediktinerkloster Santissimo Salvatore, das er San Bartolomeo zuordnete.  Papst Urban II. hatte 1091 die Wiedererrichtung des schon aus dem Register Gregors des Großen bekannten Bistums Lipari wegen Bevölkerungsarmut abgelehnt, die Abtei aber unter päpstlichen Schutz gestellt. In diesem nur abschriftlich überlieferten Dokument beruft sich der Papst auf die Konstantinische Schenkung. 1095 erhielt die Abtei San Bartolomeo das gesamte Gebiet der Liparischen Inseln zugewiesen.
Auf Antrag des Königs Roger II. erhob Anaklet II. 1131 das Territorium der Abtei zum Bistum Lipari-Patti und unterstellte es dem Erzbistum Messina. Die Abteikirche San Bartolomeo in Lipari wurde zur Kathedrale des Bistums. Diese Errichtung durch den Gegenpapst wurde von Innozenz II. und seinen Nachfolgern zunächst nicht anerkannt. Erst Alexander III. vollzog 1166 die offizielle Anerkennung, obwohl die Äbte schon seit 1157 mit dem Titel eines Elekten nachweisbar sind.
Die Bischöfe führten keineswegs regelmäßig den Doppeltitel, vielfach findet sich nur die Bezeichnung episcopus Pactensis (Bischof von Patti). Sie dürften auch vorwiegend in Patti residiert haben trotz einer privilegierten Schiffsverbindung zur Insel Lipari, die aber auch im Mittelalter bei schlechten Witterungsbedingungen wenig praktikabel war. Bischöfe wie Jakob und Philipp unterhielten enge Beziehungen zu Friedrich II. und sind häufig in seinem Gefolge nachzuweisen.
1399 wurde das Bistum von Papst Bonifaz IX. in zwei Suffraganbistümer des Erzbistums Messina aufgeteilt.
1. Das Bistum Lipari, dem das Territorium der Liparischen Inseln zugeordnet wurde, ging 1986 in dem Erzbistum Messina-Lipari-Santa Lucia del Mela auf.
2. das Bistum Patti, dem das auf der Insel Sizilien gelegene Territorium zugeordnet wurde, blieb ein Suffraganbistum des Erzbistums Messina [-Lipari-Santa Lucia del Mela].